# Léopold Happi
 (février 2025).
Pour les articles homonymes, voir Happi (homonymie).
Léopold Happi est un entrepreneur, investisseur, conseiller et éducateur financier d'origine camerounaise. Il est fondateur de Easy Finance Academy et connu pour son expertise en matière d'investissement boursier.

## Biographie

### Enfance, formation et débuts
Léopold Happi, né en juin 1972, est originaire de Bana au Cameroun. Il commence dans l'entrepreneuriat dans une structure où il emploie sept personnes. Quand il arrive en Allemagne, à la fin des années 1990, il prend des cours d'allemand à Wuppertal près de Düsseldorf et est confronté au racisme. Il y passe 7 années.

### Carrière
Après un passage en Europe (France, Allemagne, Belgique et Hollande), il s'installe au Canada en 2005 avec seulement 200 dollars en poche et sans connaissance de l'anglais. Il commence sa carrière comme livreur avant de gravir les échelons pour devenir conseiller en investissement.
Léopold Happi travaille pendant 14 ans en tant que conseiller financier certifié, aidant des clients fortunés dans la gestion des portefeuilles. D'associé commercial, il se spécialise en options et en conseils financiers.

« Bien des années plus tard, lorsque j’ai commencé à travailler comme consultant en investissement au Canada en 2007, j’ai parfois eu l’impression que je n’avais pas non plus ma place à la table. J’étais même nerveux devant le grand patron [...]. Le conditionnement culturel que j’ai reçu dans mon enfance autour de l’argent a été handicapant ! »

### Easy finance Academy
En 2020, Léopold Happi fonde Easy Finance Academy pour simplifier et démocratiser l'éducation financière,. Mentor, il forme à la gestion financière, à l'investissement en bourse et à la construction de patrimoine. Lors de conférences dans divers médias, il promeut l'inclusion financière des minorités par l'investissement,.